# Морской снег

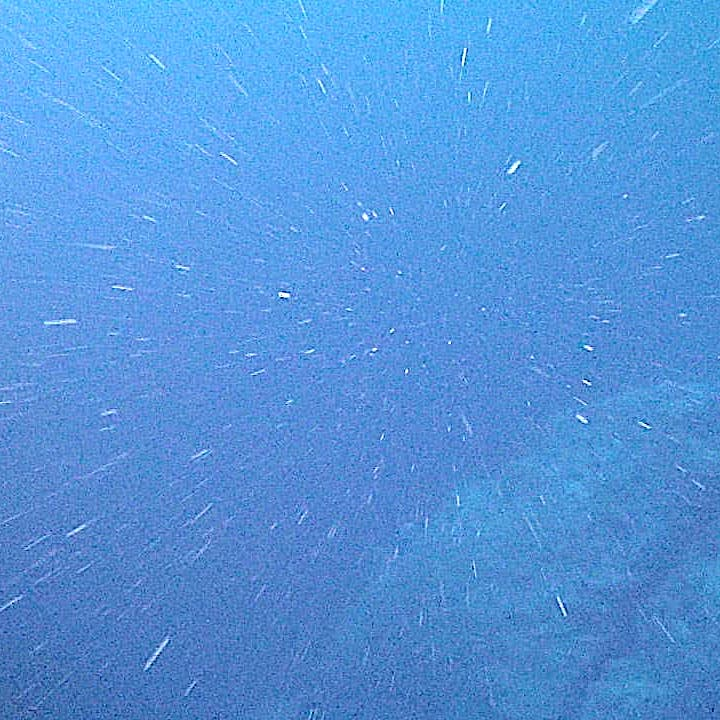
Морской снег, поток органического материала, падающий из верхних слоёв в глубокие слои океана

Морской снег (также известный как «океанская перхоть») — органический детрит, падающий из верхних слоёв водной толщи. Таким образом происходит передача энергии из богатой светом фотической зоны в расположенную ниже афотическую зону (биологический насос). Экспортная продукция (количество органического вещества, произведенного в океане в результате первичного производства, которое не перерабатывается до погружения в афотическую зону) измеряется в единицах углерода (например, мг С м−2 д−1). Термин был введен исследователем Уильямом Бибом в ходе наблюдений из его батисферы. Распространённость морского снега меняется в зависимости от сезонных колебаний фотосинтетической активности и океанических течений.

## Состав
Морской снег состоит из:
- мёртвых или умирающих животных
- фитопланктона
- простейших
- фекалий
- песка
- другой неорганической пыли.

Агрегат может образовываться посредством абиотических процессов из:
- природных полимеров, выделяемых в качестве отходов фитопланктоном и бактериями
- слизи, выделяемой зоопланктоном (в основном сальпидами, аппендикуляриями и крылоногими моллюсками)[3].

Со временем эти скопления разрастаются, достигая нескольких сантиметров в диаметре, и путешествуют неделями, прежде чем достигнут дна океана.
Морской снег часто образуется во время цветения водорослей. Агрегация и опускание на дно являются важными факторами потери водорослей из поверхностных вод. Большая часть органических компонентов морского снега потребляется микробами, зоопланктоном и другими фильтрующими животными в течение первых 1000 метров его пути. Таким образом, морской снег можно считать основой глубоководных мезопелагических и бентосных экосистем. Солнечный свет не может их достичь, поэтому глубоководные организмы в значительной степени зависят от морского снега как источника энергии. Небольшая часть морского снега, не потреблённого во время спуска, попадает в «ил», покрывающий дно океана, где он далее разлагается под действием биологической активности.

## Совокупная динамика
Агрегаты начинаются с коллоидной фракции (частицы размером от одного нанометра до нескольких микрометров) . Коллоидная фракция океана содержит большое количество органического вещества (эта фракция имеет гораздо большую общую массу, чем фитопланктон или бактерии), недоступного для травоядных из-за размерных характеристик частиц. Агрегация способствует биодоступности.

### Балластирующий эффект
Агрегаты, быстро опускающиеся на дно океана, экспортируют углерод на глубоководное морское дно. Агрегаты, образованные в областях с высоким содержанием пыли, способны увеличивать свою плотность в более поверхностных слоях, после чего не могут поглощать какие-либо дополнительные минералы во время своего погружения. Взвешенные частицы пыли в более глубоких слоях воды не взаимодействуют существенно с тонущими агрегатами.

### Фрагментация
Как только частицы достигают диаметра в несколько микрометров, они начинают накапливать бактерии, поскольку появляется достаточно места для их питания и размножения. Также имеются компоненты, необходимые для соответствия «гипотезе вращающегося колеса совокупности». Оллдредж и Коэн (1987) обнаружили доказательства как дыхания, так и фотосинтеза внутри агрегатов, что предполагает присутствие как автотрофных, так и гетеротрофных организмов. Во время вертикальной миграции зоопланктона численность агрегатов увеличивалась, а распределение размеров уменьшалось. В брюшной полости зоопланктона были обнаружены агрегаты, что указывает на то, что их поедание приводит к фрагментации более крупных агрегатов.

### Поверхностная коагуляция
Агрегаты могут также образовываться из коллоидов, захваченных на поверхности поднимающихся пузырьков. При этом усиливается дыхание бактерий, поскольку им становится доступно больше пищи.

### Фильтрация
Частицы и мелкие организмы в толще воды могут попадать в ловушки внутри агрегатов. Однако агрегаты морского снега пористые, поэтому некоторые частицы способны проходить сквозь них.

## Микроорганизмы, связанные с частицами
Планктонные прокариоты подразделяются на две категории:
- свободноживущие
- ассоциированные с частицами.

Трудности изучения бактерий, связанных с частицами, обусловлены размерами агрегатов морского снега (от 0,2 до 200 мкм), затрудняющими отбор проб.
Морские бактерии являются наиболее распространенными организмами в агрегатах, за ними следуют цианобактерии и нанофлагелляты. Агрегаты могут быть обогащены бактериями примерно в тысячу раз больше, чем окружающая морская вода. Сезонная изменчивость также может оказывать влияние на микробные сообщества агрегатов морского снега, причём концентрации достигают максимума летом.
Фитопланктон фиксирует углекислый газ в эвфотической зоне. Производимый им в виде частиц органический углерод перерабатывается морскими микроорганизмами (микробами), зоопланктоном и их потребителями в органические агрегаты (морской снег), которые затем экспортируются в мезопелагическую (глубина 200—1000 м) и батипелагическую зоны путем погружения и вертикальной миграции зоопланктоном и рыбами.
Поток выноса определяется как седиментация из поверхностного слоя (на глубине примерно 100 м), а поток секвестрации — это седиментация из мезопелагиали (на глубине примерно 1000 м). Часть органического углерода в виде частиц выдыхается обратно в виде CO2 в толще океанической воды на глубине, в основном гетеротрофными микробами и зоопланктоном. Так поддерживается вертикальный градиент концентрации растворённого неорганического углерода. Возврат в атмосферу глубоководного океанического углерода происходит течение тысячелетних периодов времени посредством термохалинной циркуляции . От 1 % до 40 % первичной продукции экспортируется из эвфотической зоны, только около 1 % поверхностной продукции достигает морского дна.
Наибольший компонент биомассы — морские простейшие (эукариотические микроорганизмы). Было обнаружено, что агрегаты морского снега, собранные в батипелагической зоне, состоят в основном из грибов и лабиринтуломицетов. Более мелкие скопления не содержат столько эукариотических организмов, сколько их можно обнаружить в глубинах океана. Батипелагические агрегаты похожи на встречающихся на поверхности океана. Это предполагает более высокие темпы реминерализации в батипелагической зоне.
Крупнейший компонент морского снега по численности — прокариоты, которые колонизируют агрегаты. Бактерии в значительной степени ответственны за реминерализацию и фрагментацию агрегатов. Реминерализация обычно происходит на глубине более 200 метров.
Микробные сообщества, формирующиеся на агрегатах, отличаются от сообществ в толще воды:
- концентрация больше на несколько порядков[14]
- изолированные бактериальные культуры имеют в 20 раз большую ферментативную активность в течение 2 часов после прикрепления агрегата[9].

В тёмном океане обитает около 65 % всех пелагических бактерий и архей. (Уитмен и др., 1998)
Ранее считалось, что из-за фрагментации бактериальные сообщества будут смещаться вниз по толще воды. Как показали эксперименты, сообщества, формирующиеся во время агрегации, остаются связанными с агрегатом, и любые изменения сообщества происходят из-за выедания или фрагментации, а не из-за образования новых бактериальных колоний.

### Углеродный цикл
В глубинах океана сосредоточено более 98 % растворенного неорганического углерода, а высокая скорость седиментации приводит к низкому содержанию органического углерода в виде частиц. Влияние микробов на глобальный углеродный цикл неясно. Исследования показывают, что микробы в глубинах океана метаболически активны и должны участвовать в круговороте питательных веществ не только гетеротрофами, но и автотрофами. Существует несоответствие между потребностью микробов в углероде в глубинах океана и экспортом углерода с поверхности океана.

#### Микросреды
Крупные агрегаты могут стать бескислородными, что приводит к анаэробному метаболизму, ограниченному областями, где он более выгоден с энергетической точки зрения. С учётом обилия денитрифицирующих и сульфатредуцирующих бактерий, считается, что эти виды метаболизма способны процветать в агрегатах морского снега. В модели, разработанной Бьянки и др., показаны различные окислительно-восстановительные потенциалы внутри агрегата.

## Изоляция углерода
В результате длительной термохалинной циркуляции океана, углерод, переносимый в виде морского снега в глубины океана(биологический насос), может оставаться вне контакта с атмосферой более 1000 лет. То есть, продукты разложения морского снега (неорганические питательные вещества и растворённый углекислый газ) эффективно изолируются от поверхности океана и связаны с циркуляцией океана. Увеличение количества морского снега, достигающего глубин океана— основа нескольких геоинженерных схем по улучшению связывания углерода океаном. Удобрение океана(технология удаления углекислого газа) и удобрение железом направлены на увеличение производства органического материала на поверхности океана, что сопровождается ростом количества морского снега, достигающего глубин океана. Эти усилия пока не привели к созданию устойчивого удобрения, которое эффективно выводило бы углерод из системы.
Повышение температуры океана, прогнозируемый индикатор изменения климата, может привести к снижению образования морского снега из-за усиления стратификации водной толщи. Снижение доступности питательных веществ (нитраты, фосфаты и кремниевая кислота) для фитопланктона может привести к снижению первичной продукции и, следовательно, морского снега.
Микробные сообщества, связанные с морским снегом, также представляют интерес для микробиологов. Недавние исследования показывают, что перенесённые бактерии могут обмениваться генами с ранее считавшимися изолированными популяциями бактерий, населяющими дно океана. На такой огромной территории могут существовать пока ещё не открытые виды, устойчивые к высокому давлению и экстремальному холоду (возможность применения в биоинженерии и фармацевтике).

## Дальнейшее чтение
- Mary Wilcox Silver (2015). "Marine Snow: A Brief Historical Sketch". Limnology and Oceanography Bulletin, 24:5-10. https://doi.org/10.1002/lob.10005

- Brakstad OG, Lewis A, Beegle-Krause CJ (2018). A critical review of marine snow in the context of oil spills and oil spill dispersant treatment with focus on the Deepwater Horizon oil spill. Marine Pollution Bulletin. 135: 346–356. Bibcode:2018MarPB.135..346B. doi:10.1016/j.marpolbul.2018.07.028. PMID 30301046. S2CID 52948259.